# U-219
Unterseeboot 219 (U-219) foi um submarino alemão tipo XB, no especializado em instalação de minas.

## História
Operou no sul do Oceano Atlântico com o segundo Monsun Gruppe até ao Oceano Índico. Este grupo fazia parte do U-Flotte 33.
A missão do U-219 tinha sido inicialmente de colocar minas perto da costa da Cidade do Cabo e Colombo. Mas quanto o grupo U-Tanker foi destruído, foi necessário que o U-219 trata-se de reabastecer o resto do grupo no mar alto, de modo a poderem voltar à Alemanha.
A sua viagem seguinte de Bordéus na França, era um transporte de cargas. A sua carga incluia partes de 12 foguetes V-2 para o Japão. A sua irmã, U-234, transportava um cientista civil, perito em foguetes V-2, para ajudar os Japonêses na produção dos foguetes V-2. Segundo mensagens descodificadas pelos Estados Unidos, o U-219 também transportava óxido de urânio.
O U-219 e o U-195, ambos partilhando a tarefa de transporte das peças de foguetes V-2 - partiram juntamente com o U-180. Os 2 (dois) submarinos chegaram assim a Jacarta em dezembro de 1944.
Após a rendição da Alemanha aos Aliados, o U-219 foi apreendido pelas forças militares Japonesas, e por fim capturado em Surabaya.